# Advanced Combat Knife

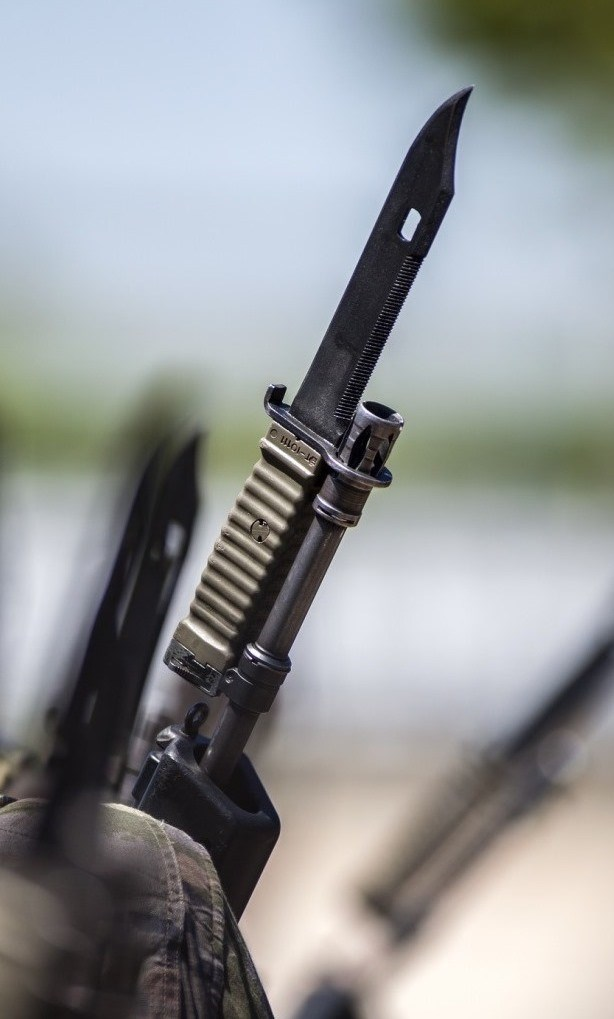
Nachfolgeversion des Bajonetts, beim spanischen Militär als KCB–77 M1/KH-JS bekannt.

Das Advanced Combat Knife (ACK) war der Prototyp eines Kampfmessers der Bundeswehr.

## Vorgeschichte

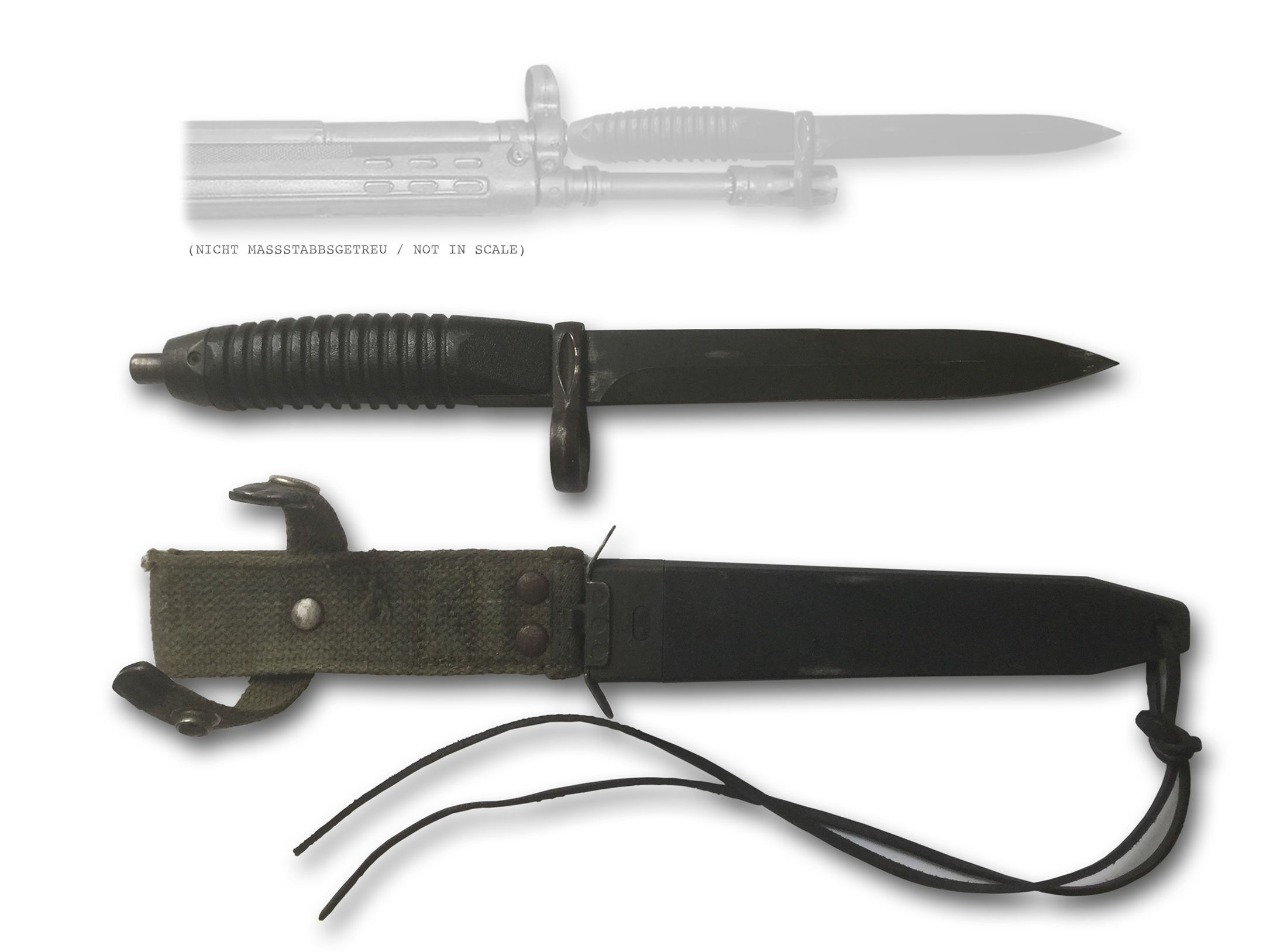
das, zwar beschaffte aber nie ausgegebene, G3-Bajonett

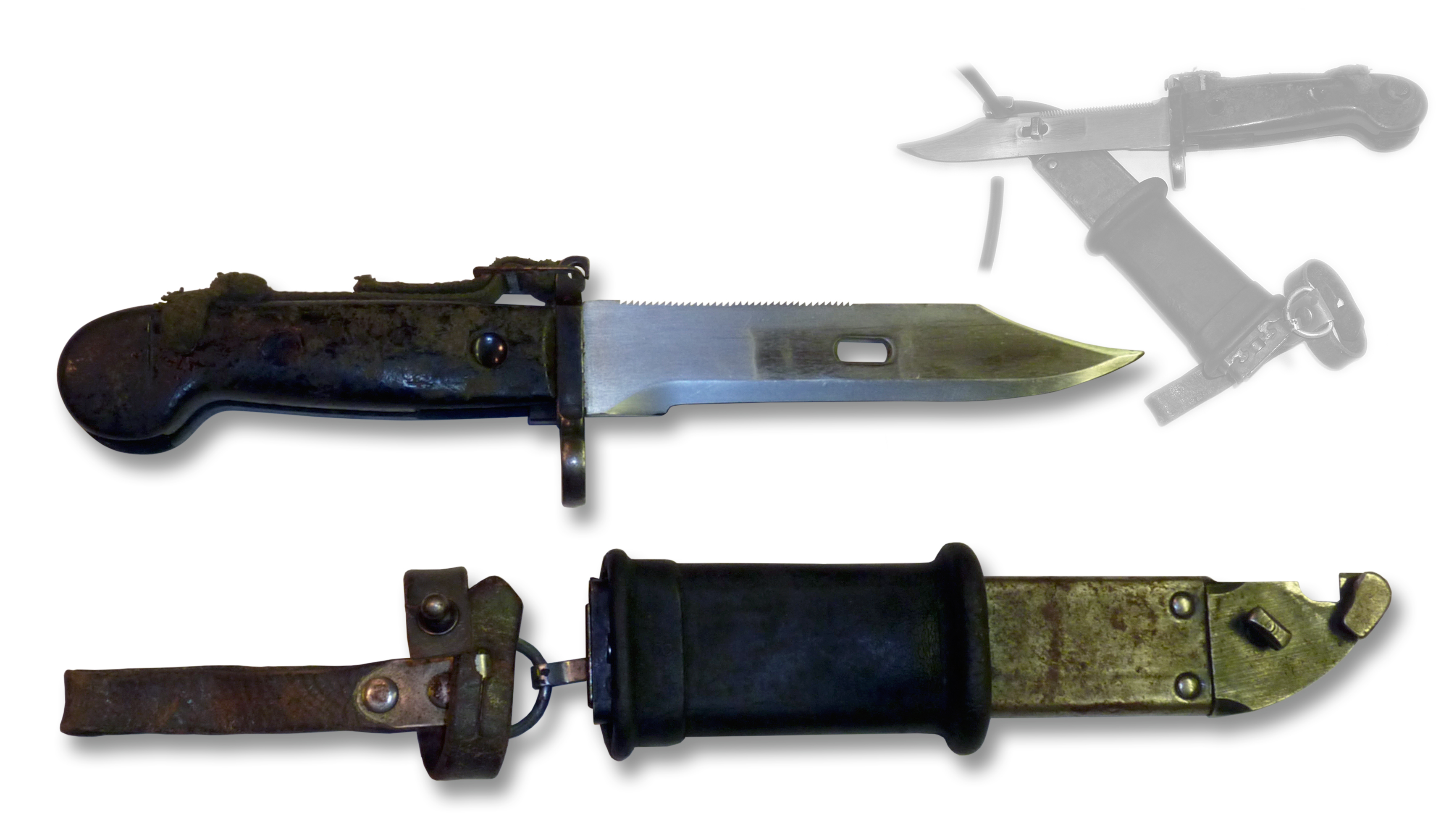
Kampfmesser, schwer (Kalaschnikowbajonett)

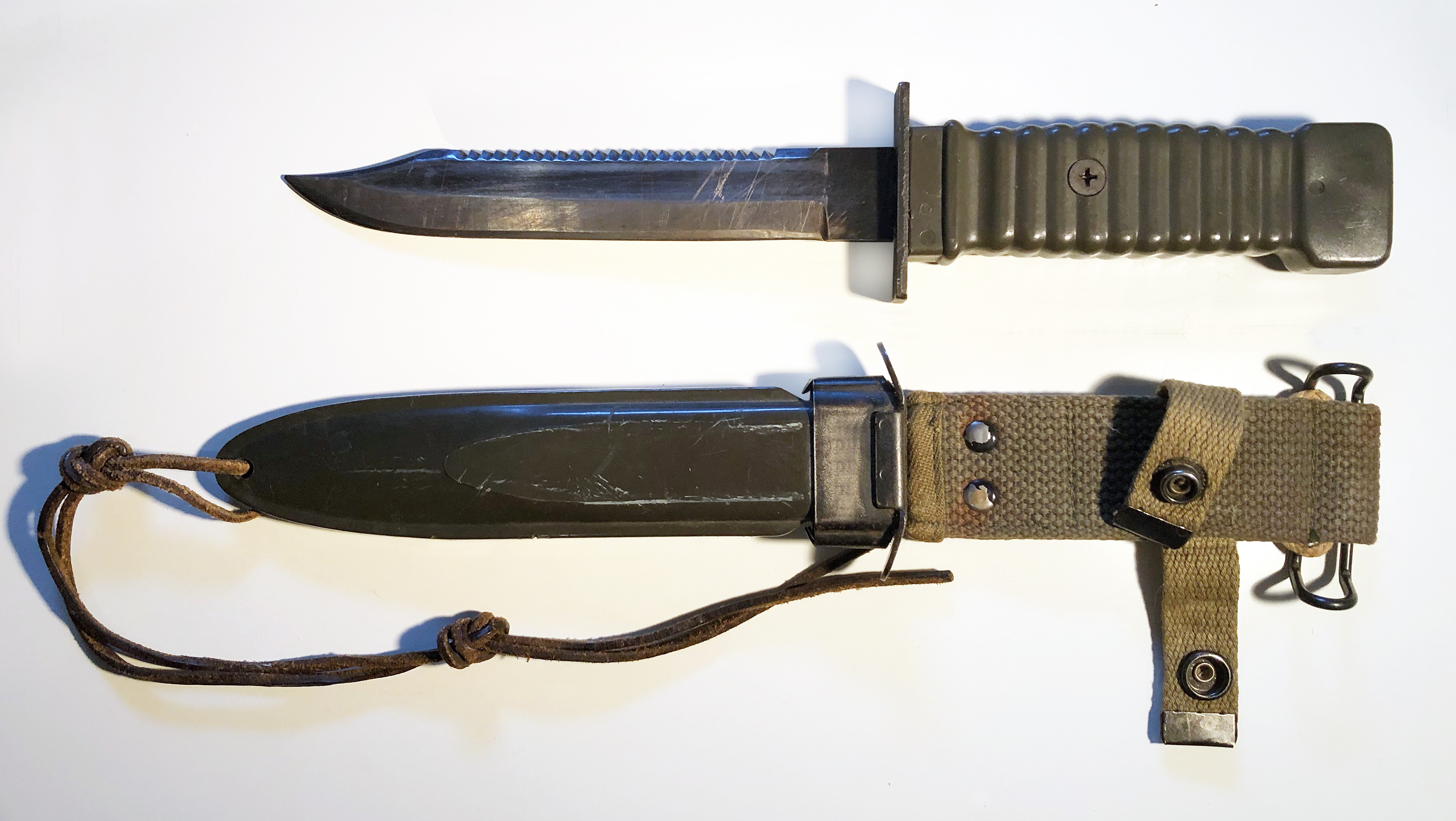
Das Eickhorn ACK als Outdoormesser für den zivilen Markt (mit geändertem Griff u. Scheide, sowie ohne Wire-Cutter-Funktion)

Für das Sturmgewehr HK G3 der Bundeswehr existierte zwar ein Bajonett, dieses wurde jedoch nie eingeführt. Nach der deutschen Wiedervereinigung „erbte“ die Bundeswehr eine große Stückzahl von neuen Bajonetten für die MPi-K bzw. MPi AK74 der NVA. Diese wurden ab 1993 als Zwischenlösung Kampfmesser, schwer in die Bundeswehr übernommen. Der Durchmesser des Laufrings der ehemaligen NVA-Bajonette ist für den Mündungsfeuerdämpfer des Sturmgewehrs HK G36 zu klein, so dass das Kampfmesser nicht als Bajonett verwendet werden konnte. Nur von wenigen Soldaten wurden um 1997 in Privatinitiative AKM-Typ-II-Bajonette in begrenzter Stückzahl modifiziert (neuer, kompatibler Haltering und Gürtelhalterung) und für das G36 nutzbar gemacht.

## Beschreibung
Das Messer stammte von der Solinger Firma Eickhorn und übernahm die Hechtklingenform sowie die Rückensäge und die Drahtschneider-Funktionalität vom Kampfmesser, schwer. Die Klinge war im Vergleich zum Kampfmesser, schwer etwas länger, wodurch das ACK schlanker wirkte.
Das asymmetrische Heft des ACK bestand aus einem einzigen Kunststoffblock. Dieses war olivgrün durchgefärbt und ergonomisch geformt. Die Parierstange ist durch eine Stahleinlage verstärkt und mit einem Kapselheber, der gleichzeitig als Abisolierer dienen kann, versehen. Das Heft ist hohl ausgebildet und mit einer Schlitzschraube verschlossen. Es kann als Aufbewahrungsort genutzt werden.
Für den Einsatz als Drahtschneider besaß das ACK einen Klingendurchbruch, in den das entsprechende Gegenstück an der Scheide gesteckt wurde, um zusammen die Drahtschere zu bilden.
Der Rücken der Klinge war einseitig (rechte Seite) scharf geschliffen und wies die feinzähnige Säge des Kampfmessers, schwer auf.
Die Scheide war eine Neuentwicklung aus Kunststoff. Am Mundblech war mit einem Karabiner eine abnehmbare Koppelschlaufe aus Gurtzeug angebracht. Im Mundblech eingearbeitet befand sich ein Diamant-Schleifstein. Das Ortblech ist aufgesteckt und verdeckt das Gegenstück des Drahtschneiders und einen Schraubendreher.

## Einsatz
Das ACK fiel im Truppenversuch durch und wurde daher nicht in die Bewaffnung der Bundeswehr übernommen. An seiner Stelle wurde später das KM 2000 beschafft.
Die niederländische und die kanadische Armee setzten hingegen eine überarbeitete Version namens B 2000 ein.
Das Eickhorn ACK wird als Outdoormesser für den zivilen Markt weiterhin hergestellt.